# Internationaal Klompenmuseum
Het Internationaal Klompenmuseum, Museum voor internationaal houten schoeisel, te Eelde in Drenthe is een museum voor klompen, houten schoeisel, schoeisel met houten zool klompenmaker gereedschap en klompen maakmachines. Het heeft de grootste collectie, ruim 3.000 paar, houten schoeisel ter wereld.

## Geschiedenis
De grondslag van de collectie werd gelegd door de gebroeders Eiso (1916-1977) en Egbert Wietzes (1925-1988), de laatste klompenmakers van Eelde. De collectie werd na hun overlijden uitgebreid met de collectie van de heer H.P. Bongers uit Enschede, leraar aan een Technische school. Zijn verzameling bestond naast klompen, uit West-Europees ambachtelijk en (vroeg-)machinaal klompenmakers gereedschap. In 2009 verwierf het museum de grote collectie Franse klompen van bijna 600 paar.

## Collectie
De collectie van het museum bestaat onder andere uit:
- Ruim 3.000 paar verschillende klompen en ander schoeisel met een houten zool, uit 43 landen
- Honderden stuks ambachtelijk gereedschap uit zeven Europese landen
- Klompen maakmachines van rond 1920, uit Nederland, Duitsland, België en Frankrijk
- Een uitgebreide collectie internationale literatuur.

In het museum worden rondleidingen gegeven. Ook worden er Livestreams gehouden. Jaarlijks wordt er een nieuwe tentoonstelling ingericht.